# トラックス・オブ・マイ・ティアーズ
「トラックス・オブ・マイ・ティアーズ」（The Tracks of My Tears）は、ザ・ミラクルズが1965年に発表した楽曲。
ローリング・ストーンの選ぶオールタイム・グレイテスト・ソング500（2010年版）では50位にランクされている。

## ザ・ミラクルズのバージョン
ミラクルズのメンバーであるスモーキー・ロビンソン、ピート・ムーア（ベース・ボーカリスト）、マーヴ・タープリン（ギタリスト）によって書かれた。ロビンソンによれば曲の発案者はタープリンであったという。
1965年6月23日にシングルA面として発売された。同年9月4日付のビルボード・Hot 100で16位を記録した。R&Bチャートでは2位、全英シングルチャートでは9位を記録した。また、1965年のビルボード年間チャートの98位を記録した。
1983年の映画『再会の時』に登場するほか、1986年の映画『プラトーン』で兵士たちが合唱するシーンで使用された。

## リンダ・ロンシュタットのバージョン
1975年9月16日発売のアルバム『哀しみのプリズナー』に収録された。エレクトリック・ギターはダニー・コーチマー、ドラムズはデヴィッド・ケンパー。邦題は「ひとすじの涙」。同年12月にシングルカットされ、翌1976年2月28日付のビルボード・Hot 100で25位を記録した。ビルボードのイージーリスニング・チャートでは2位、カントリー・チャートでは11位を記録した。
ロンシュタットは1983年5月に放映されたテレビ番組『Motown 25: Yesterday, Today, Forever』に出演し、スモーキー・ロビンソンと「トラックス・オブ・マイ・ティアーズ」と「ウー・ベイビー・ベイビー」をデュエットしている。

## その他のバージョン
- ジョニー・リバース - 1967年のシングル。
- グラディス・ナイト&ザ・ピップス - 1968年のアルバム『Silk N' Soul』に収録。
- アレサ・フランクリン - 1969年のアルバム『ソウル'69』に収録。
- ブライアン・フェリー - 1973年のアルバム『愚かなり、わが恋』に収録。
- マーサ&ザ・ヴァンデラス - 1983年のコンピレーション・アルバム『Motown Superstars Sing Motown Superstars 』に収録。
- ドリー・パートン - 2008年のアルバム『Backwoods Barbie』に収録。
- ロッド・スチュワート - 2009年のアルバム『ソウルブック』に収録。
- ブライアン・アダムス - 2014年のアルバム『Tracks of My Years』に収録。